# Якубович Микола Мартинович
Микола Мартинович Якубович (1817, Полтавська губернія — 19 січня 1879, Петербург)  — гістолог і фізіолог, випускник Харківського університету, професор.

## Життєпис
Народився в сім'ї небагатого дворянина, поміщика. Закінчив Катеринославський пансіон та вступив на медичний факультет Харківського університету, обравши своєю спеціальністю жіночі хвороби.
У 1838 р. закінчив університет і був залишений при університетській акушерській клініці ординатором. У 1839 р. був призначений ординатором терапевтичного відділення Харківської університетської клініки і працював асистентом знаменитого в той час професора хірургії та офтальмології Ванцеті.
У 1839 р. відмовився від посади ординатора та поїхав в Дерптський університет, який славився своїм медичним факультетом.
У 1848 р. захистив дисертацію «De saliva» («Про слину») і був удостоєний ступеня доктора. Працював помічником прозектора при анатомічному театрі університету.
У 1851 р. приїхав до Петербурга та обійняв посаду лікаря будинку убогих і спостерігача за дівочими школами в медичному відношенні відомства Імператорського чоловіколюбного товариства. Крім того, він зайнявся практикою. У 1852 р був прийнятий військовим лікарем до 1-го військово-сухопутного Петербурзького госпіталю та прикомандирований до військово-медичного департаменту для занять при редакції «Військово-Медичного Журналу».
У 1853 р. призначений ад'юнкт-професором кафедри гістології та історії розвитку організму в Медико-хірургічній академії. Щоб поставити викладання цих предметів на належну висоту, попросив направити його кордон «для удосконалення у викладанні». Займався науковою роботою в галузі гістології в Бреславі та Берліні. Опублікував ряд робіт, присвячених будові головного і спинного мозку, за які Паризька медична академія присудила йому Монтіонівську премію. Відомий французький фізіолог Клод Бернар запропонував Якубовичу залишитися в Парижі в якості асистента кафедри фізіології, проте той повернувся до Петербурга.
Після повернення з-за кордону, в 1860 р. був обраний ординарним професором по кафедрі гістології Медико-хірургічної академії, звільнившись з посади ординатора при госпіталі. У 1862 р. був обраний почесним членом військово-медичного вченого комітету.
Прослуживши в академії 15 років, в 1869 р. вийшов у відставку через хворобу. З 1871 р. був неодмінним членом військово-медичного вченого комітету і до останніх днів працював в ньому.
Помер в Петербурзі, на 62-му році від народження. Тіло поховано на кладовищі Воскресенського дівочого монастиря.
Іменем вченого названо додаткове ядро окорухового нерва (nucleus oculomotorius accessorius, Якубовича — Вестфаля — Едінгера ядро) — ядро, що містить нейрони, аксони яких утворюють парасимпатичні волокна, що іннервують сфінктер зіниці та війковий м'яз; входить до складу ядра окорухового нерва.

## Праці
- Краткий отчет о научной деятельности в 1858—1859 академическом году в Париже (1859 г.)
- Микроскопическое исследование начал нервов в большом мозгу (совместно с акад. В. Ф. Овсянниковым, 1855)
- Микроскопическое исследование начал нервов в спинном и продолговатом мозге, о чувствительных и симпатических ячейках в нем и пр. (1856)
- О тончайшем строении черепного и спинного мозга (1857)
- Отчет о путешествии за границу (1860)
- О периферическом окончании нервов (1860)
- Исторический очерк вопроса об органической ячейке вообще и мозговой в особенности (1861)